# Chromacris minuta
Chromacris minuta är en insektsart som beskrevs av Roberts och Frédéric Carbonell 1982. Chromacris minuta ingår i släktet Chromacris och familjen Romaleidae. Inga underarter finns listade i Catalogue of Life.